# Jeremiah Denis Matthias Ford

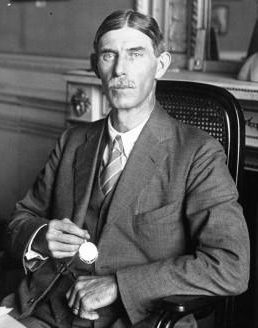
Jeremiah Ford, 1925

Jeremiah Denis Matthias Ford (* 2. Juli 1873 in Cambridge (Massachusetts); † 13. November 1958 ebenda) war ein US-amerikanischer Romanist, Hispanist und Lusitanist.

## Leben und Werk
Jeremiah Denis Matthias Ford besuchte die Thorndike Grammar School in seiner Heimatstadt, das North Monastery Christian Brothers School der Presentation Brothers in Cork (Irland) und das South Kensington Science & Art Department in London. Für herausragende Leistungen als Schüler in den Fächern Chemie, Mathematik, Englisch und Deutsch wurde er mehrfach ausgezeichnet.
Ford studierte Rechtswissenschaften an der Harvard Law School und Romanische Sprachen an der Harvard University, wo er 1897 mit der Dissertation The Old Spanish Sibilants promoviert wurde. Von 1897 bis 1898 hielt er sich in Italien und in Paris auf.
Seine Karriere an der Harvard University verlief wie folgt: Ab 1895 war er Instructor für Französisch und Italienisch, ab 1898 für Französisch und Spanisch, ab 1899 für romanische Sprachen. Ford war einer der ersten Katholiken, denen die Harvard University eine akademische Laufbahn gestattete. Seiner Ernennung durchbrach das damals unter vielen protestantischen Geisteswissenschaftlern noch verbreitete Vorurteil „catholica non leguntur“ (lateinisch: „Katholisches wird nicht gelesen“, im Sinne von „Katholische Autoren sind zweitklassig und nicht lesenswert.“). Ab 1902 war er Associate Professor, von 1907 bis 1943 Smith Professor of Roman Languages. Er lehrte auch am Radcliffe College.

## Familie
Jeremiah Ford heiratete 1902 Anna Winifred Fearns. Sie hatten vier Kinder.

## Ehrungen
- Jeremiah Ford war korrespondierendes Mitglied der Akademien in Madrid und Barcelona.
- 1914 wurde Ford in die American Academy of Arts and Sciences gewählt. Von 1931 bis 1933 war er deren Präsident.
- 1927 wurde Ford zum Offizier der Ehrenlegion (O. LH) ernannt.[2]
- 1937 wurde ihm die Laetare-Medaille der University of Notre Dame verliehen.[3]

## Schriften

### Als Verfasser und Mitverfasser
- The Old Spanish Sibilants (Dissertation), Harvard 1900, Ann Arbor 1979
- (mit Elijah Clarence Hills) A Spanish Grammar. Boston 1904 und weitere Auflagen
- (mit Elijah Clarence Hills) First Spanish course. Boston 1917
- Main Currents of Spanish Literature. New York 1919
- (mit Elijah Clarence Hills und J. de Siqueira Coutinho) A Portuguese grammar. Boston 1925
- (mit Elijah Clarence Hills und Guillermo Rivera) Brief Spanish grammar for colleges. Boston und New York 1938

### Als Herausgeber
- Carlo Goldoni: Un curioso accidente. Commedia in tre atti. Boston 1899
- Leandro Fernández de Moratín: El sí de las niñas. Comedia en tres actos y en prosa. Boston 1899
- Don Pedro Antonio de Alarcoń: El capitan Veneno. Boston 1899
- A Spanish anthology. A collection of lyrics from the thirteenth century down to the present time. New York 1901 und weitere Auflagen
- (mit Mary Agnes Teresa Ford) The romances of chivalry in Italian verse. Selections. New York 1904
- Old Spanish Readings. Boston 1906 und weitere Auflagen
- The romances of Italian verse. New York 1906
- Selections from Don Quijote. Boston 1908
- (mit Elizabeth Catherine Ford) Spanish fables in verse. Boston 1918
- Letters of John III, king of Portugal, 1521–1557. The Portuguese text. Cambridge, Mass. 1931
- (mit L. G. Moffatt) Letters of the court of John III, king of Portugal. The Portuguese text. Cambridge, Mass. 1933
- Leonardo Núñez: Cronica de Dom João de Castro. Cambridge, Mass. 1936
- Luis de Camõens: The Lusiad, übersetzt von Richard Fanshawe. Cambridge, Mass. 1940
- Luis de Camões: Os Lusiadas. Cambridge, Mass. 1946

### Bibliographische Arbeiten
- (mit Ruth Lansing) Cervantes. A tentative bibliography of his works and of the biographical and critical material concerning him. Cambridge, Mass. 1931, Boston 1973, 1977
- (mit Arthur Fisher Whittem und Maxwell Isaac Raphael) A Tentative bibliography of Brazilian belles-lettres. Cambridge, Mass. 1931
- (mit Maxwell Isaac Raphael) A Bibliography of Cuban belles-lettres. Cambridge, Mass. 1933, New York 1970
- (mit Maxwell Isaac Raphael) A Tentative bibliography of Paraguayan literature. Cambridge, Mass. 1934
- (mit Carl Tilden Keller) Neuausgabe der Bibliografía crítica de ediciones del Quijote impresas desda 1605 hasta 1917 von Juan Suñé Benages und Juan Suñé Fonbuena (Barcelona 1917) mit dem Titelzusatz Continuada hasta 1937. Cambridge, Mass. 1939